# Probal Dasgupta

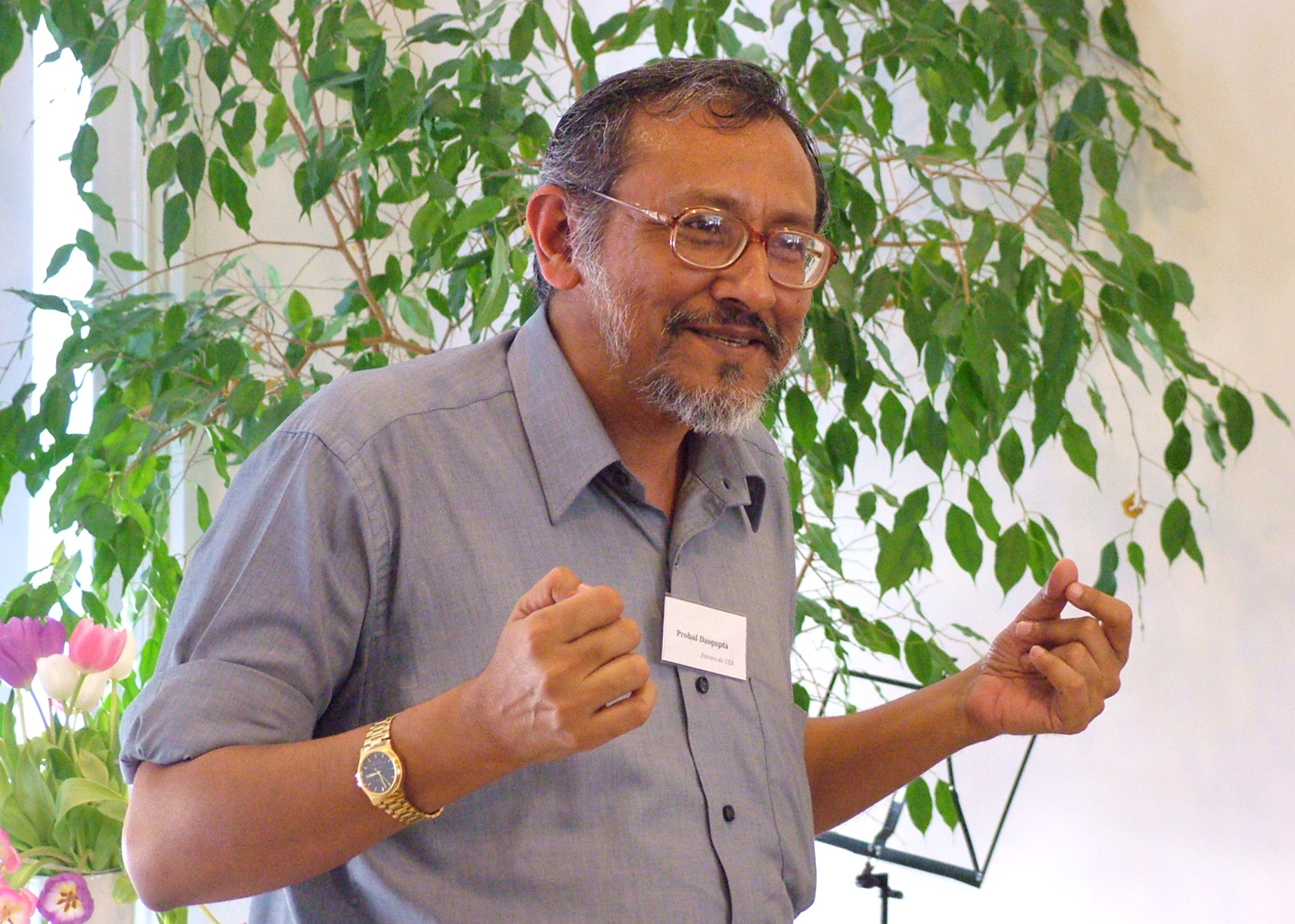
Probal Dasgupta in Rotterdam, 2008

Probal Dasgupta (* 19. September 1953 in Kalkutta, Westbengalen) ist ein indischer Sprachwissenschaftler. Von 2007 bis 2013 war er Vorsitzender des Esperanto-Weltbundes.

## Wissenschaft
Dasgupta promovierte an der City University of New York über die generative Syntax seiner Muttersprache, des Bengalischen. Seit 1989 ist er Professor für angewandte Linguistik an der University of Hyderabad. Seit 2006 betreibt er lexikalische Untersuchungen am Indian Statistical Institute in Kolkata.
Er ist seit 2004 Ehrenmitglied der Linguistikgesellschaft der USA.

## Esperanto
Dasgupta hat bereits als 17-Jähriger mit Kálmán Kalocsay u. a. über die Übersetzung aus den Werken von Tagore korrespondiert. Nach dem Weltkongress 1977 war er drei Wochen Freiwilliger im Hauptbüro des Esperanto-Weltbundes in Rotterdam und hat danach den Weltbund bei den Vereinten Nationen repräsentiert. Von 2007 bis 2013 war Dasgupta Vorsitzender des Weltbundes.
Er ist seit 1983 Mitglied der Esperanto-Akademie, seit 2001 ihr Vizepräsident und seit 2016 ihr Präsident.

## Werke (Auswahl)
- Rabindranath Tagore: Primico, Gedichte übersetzt von Probal Dasgupta, Kopenhagen: TK, 1977
- Towards a dialogue between the sociolinguistic sciences and Esperanto culture, Pune 1987
- The otherness of English: India's auntie tongue syndrome, New Delhi / Thousand Oaks / London: Sage, 1993
- Explorations in Indian Sociolinguistics, hg. v. Rajendra Singh, Probal Dasgupta, Jayant K. Lele, New Delhi: Sage, 1995, ISBN 81-7036-467-1
- After Etymology, 2000